# Орден Кетцаля
Орден Кетцаля (ісп. Orden del Quetzal) — найвища нагорода Гватемали. Орден було започатковано 1936 року президентом Хорхе Убіко, вручається урядом Гватемали за особливі громадянські, гуманітарні й наукові заслуги, а також за заслуги в царині мистецтв. Названо на честь птаха кетцаль, символу Гватемали.

## Ступені
Орден має шість класів:
- Орденський ланцюг (Collar)
- Великий хрест (Grand Cross)
- Великий офіцер (Grand Officer)
- Командор (Commander)
- Офіцер (Officier)
- Лицар (Knight)

| Орденські планки            | Орденські планки        | Орденські планки | Орденські планки | Орденські планки | Орденські планки |
| --------------------------- | ----------------------- | ---------------- | ---------------- | ---------------- | ---------------- |
| Кавалер Орденського ланцюга | Кавалер Великого хреста | Гранд-офіцер     | Командор         | Офіцер           | Кавалер          |

## Опис
Знак ордена золотий, є п'ятикінцевим трипелюстковим хрестом синьої та блакитної емалі з золотими кульками на кінцях. Між променями хреста золота голка. В центрі медальйон із гербом Гватемали. Медальйон оточений білою емаллю з написом «AL MERITO GUATEMALA». Стрічка ордена блакитного кольору з тонкою білою каймою.
Зірка ордена ступеню Ланцюг і Великий хрест — золота, десятикінцева, з алмазними гранями. На зірку накладений знак ордена.
Зірка ордена ступеню Великий офіцер — аналогічна до попередньої, тільки без емалі.

## Відомі кавалери ордена
Тут подано неповний список кавалерів ордена:
- Віктор Емануїл III (1937)
- Альбер Лебрен (1937)
- Беніто Муссоліні (1937)
- Альфредо Стресснер (?)
- Августо Піночет (?)
- Хуан Домінго Перон (1950)
- Тетяна Проскурякова (1980)
- Сайрус Лонгворт Ланделл (1981)
- Ріхард фон Вайцзеккер (1987)
- Хуліо Сангінетті (?)
- Х'єль Магне Бунневік (1990)
- Юрій Кнорозов (1991)
- Ма Їнцзю (2008)
- Фідель Кастро (2009)
- Леонель Фернандес Рейна (2011)
- Луїс фон Ан (2014)
- Енріке Пенья Ньєто (2015)